# 达乌里寒鸦

卵 Corvus dauuricus

达乌里寒鸦（学名：Coloeus dauuricus），又名寒鸦、慈鸦、燕乌、孝鸟、小山老鸹、侉老鸹、麦鸦、白脖寒鸦、白腹寒鸦、东方寒鴉。是鸦科寒鸦属的一种，是全面迁徙的候鸟，分布于法国、韩国、日本、哈萨克斯坦、中国、荷兰、丹麦、俄罗斯、朝鲜和蒙古。该物种的保护状况被评为无危。
达乌里寒鸦的平均体重约为208.0克。栖息地包括温带草原、牧草地、亚热带或热带的湿润低地林、亚热带或热带的（低地）干草原、亚热带或热带严重退化的前森林和城市。

## 生态环境
达乌里寒鸦喜栖息在平原和底山地区，夏季多见于山中，冬季见于平原，由于城市的热岛效应，本物种常与其他鸦属鸟类一起糜集于城市中，占据路边、公园、小区的高大乔木作为夜宿场所，白天则飞往郊区在垃圾堆、农田中寻找食物，本物种是群居性鸟类，常结成大群活动，在冬季的晨昏常布满天空边叫边飞。

## 分布地域
达乌里寒鸦分布于亚洲东部地区，中亚、西伯利亚、蒙古、日本和印度的东北部；中国北部的东北、华北、新疆均有本物种分布，其分布南限可达四川、云南一线。

## 特征
相比于其他鸦属鸟类，达乌里寒鸦体形较小，其体长约30厘米，相比于另一种常见的大嘴乌鸦，本物种体长仅为后者的1/3在飞行中看到他们的剑英就能轻松地把他们区分开。达乌里寒鸦雄雌同形同色，成鸟体色以黑色为基色，后颈、颈侧、上背、胸部和腹部污白色，身体地其他部分黑色，耳羽处有些许灰白色羽毛，以眼为中心呈放射状分布，形成一块斑驳的灰色区域，但由于白色羽毛不多，因此需仔细观察。第一龄冬羽与成鸟有较大差异，成鸟身体上当为污白色的区域，在第一领冬羽中皆为近黑色的深灰色。虹膜为深褐色；喙与足黑色。叫声相比于人们熟悉的大嘴乌鸦要轻柔和圆润一些，但当成群的达乌里寒鸦边叫边从头顶飞过时那嘈杂的声音仍令人生厌。

## 食物
达乌里寒鸦是杂食性鸟类，取食范围甚广，垃圾、腐肉、植物种子、各种昆虫和鸟卵都在本物种的食谱上面，由于达乌里寒鸦大量取食垃圾腐尸，他们堪称大自然的清洁工。

## 繁殖与保护
达乌里寒鸦春季开始繁殖，营巢于天然的岩洞、树洞中，也有营巢于烟囱、屋檐等人工建筑中的，本物种的巢由树枝搭建而成，内衬棉花、大麻、羊毛、人发、鸟羽、软草等柔软材料，巢直径约50厘米，深度约20厘米；本物种每巢产卵4－7枚，卵浅蓝色带紫色斑点，雌鸟孵卵。孵化期20天左右，民间传说本物种幼鸟出壳后亲鸟要哺育60天，待幼鸟长成要反哺亲鸟60天，因而在《本草纲目》中将本物种命名为“慈鸟”、“孝鸟”，但野外观察证实，民间传说虽然美丽但是没有根据的。
达乌里寒鸦未被列入保护，由于某些城市存在着严重的热岛效应、垃圾围城等环境问题，造就了非常适宜本物种繁殖的环境，在很多城市本物种和大嘴乌鸦、小嘴乌鸦一起构成了严重的城市乌鸦问题。